# O Gran Camiño 2023
2. ročník etapového cyklistického závodu O Gran Camiño se konal mezi 23. a 26. únorem 2023 v autonomním společenství Galicie ve Španělsku. Celkovým vítězem se stal Dán Jonas Vingegaard z týmu Team Jumbo–Visma. Na druhém a třetím místě se umístili Španěl Jesús Herrada (Cofidis) a Portugalec Ruben Guerreiro (Movistar Team). Závod byl součástí UCI Europe Tour 2023 na úrovni 2.1.

## Týmy
Závodu se zúčastnilo 4 z 18 UCI WorldTeamů, 8 UCI ProTeamů a 6 UCI Continental týmů. Všechny týmy nastoupily na start se sedmi závodníky kromě týmů Astana Qazaqstan Team s šesti jezdci, závod tak odstartovalo 125 jezdců. Do cíle v Santiagu de Compostela dojelo 115 z nich.
UCI WorldTeamy
- Astana Qazaqstan Team
- Cofidis
- Movistar Team
- Team Jumbo–Visma

UCI ProTeamy
- Burgos BH
- Caja Rural–Seguros RGA
- Eolo–Kometa
- Equipo Kern Pharma
- Euskaltel–Euskadi
- Human Powered Health
- Q36.5 Pro Cycling Team
- Team Corratec

UCI Continental týmy
- APHotels and Resorts–Tavira
- Efapel Cycling
- Electro Hiper Europa
- Rádio Popular–Paredes–Boavista
- Tavfer–Ovos Matinados–Mortágua
- Trinity Racing

## Trasa a etapy
| Etapa         | Datum         | Trasa                                 | Vzdálenost      | Typ               | Typ                  | Vítěz                  |
| ------------- | ------------- | ------------------------------------- | --------------- | ----------------- | -------------------- | ---------------------- |
| 1             | 23. února     | Muralla de Lugo – Sarria              | 188 km          |                   | Zvlněná etapa        | Zrušeno                |
| 2             | 24. února     | Tui – A Guarda (Monte Trega)          | 184,3 km        |                   | Zvlněná etapa        | Jonas Vingegaard (DEN) |
| 3             | 25. února     | Esgos – Rubiá (Alto do Castelo)       | 163 km 123,4 km |                   | Horská etapa         | Jonas Vingegaard (DEN) |
| 4             | 26. února     | O Milladoiro – Santiago de Compostela | 18,1 km         |                   | Individuální časovka | Jonas Vingegaard (DEN) |
| Celková délka | Celková délka | Celková délka                         | Celková délka   | 553,4 km 325,8 km | 553,4 km 325,8 km    | 553,4 km 325,8 km      |

## Průběžné pořadí
| Etapa          | Vítěz            | Celkové pořadí   | Bodovací soutěž       | Vrchařská soutěž  | Soutěž mladých jezdců | Soutěž týmů   |
| -------------- | ---------------- | ---------------- | --------------------- | ----------------- | --------------------- | ------------- |
| 1              | Zrušeno          | neuděleno        | Sebastian Schönberger | Francesco Gavazzi | neuděleno             | neuděleno     |
| 2              | Jonas Vingegaard | Jonas Vingegaard | Sebastian Schönberger | Francesco Gavazzi | Lukas Nerurkar        | Cofidis       |
| 3              | Jonas Vingegaard | Jonas Vingegaard | Sebastian Schönberger | Jonas Vingegaard  | Lukas Nerurkar        | Movistar Team |
| 4              | Jonas Vingegaard | Jonas Vingegaard | Sebastian Schönberger | Jonas Vingegaard  | Lukas Nerurkar        | Cofidis       |
| Konečné pořadí | Konečné pořadí   | Jonas Vingegaard | Sebastian Schönberger | Jonas Vingegaard  | Lukas Nerurkar        | Cofidis       |

- Ve 4. etapě nosil Francesco Gavazzi, jenž byl třetí ve vrchařské soutěži, fialový dres, protože lídr této klasifikace Jonas Vingegaard nosil žlutý dres lídra celkového pořadí a druhý závodník této klasifikace Sebastian Schönberger nosil zelený dres lídra bodovací soutěže.

## Konečné pořadí
| Legenda | Legenda                         | Legenda | Legenda                               |
| ------- | ------------------------------- | ------- | ------------------------------------- |
|         | Označuje lídra celkového pořadí |         | Označuje lídra vrchařské soutěže      |
|         | Označuje lídra bodovací soutěže |         | Označuje lídra soutěže mladých jezdců |

### Celkové pořadí
| Pořadí | Jezdec                 | Tým                   | Čas        |
| ------ | ---------------------- | --------------------- | ---------- |
| 1      | Jonas Vingegaard (DEN) | Team Jumbo–Visma      | 8h 16' 55" |
| 2      | Jesús Herrada (ESP)    | Cofidis               | + 2' 31"   |
| 3      | Ruben Guerreiro (POR)  | Movistar Team         | + 2' 48"   |
| 4      | Attila Valter (HUN)    | Team Jumbo–Visma      | + 2' 53"   |
| 5      | Will Barta (USA)       | Movistar Team         | + 3' 01"   |
| 6      | Lukas Nerurkar (GBR)   | Trinity Racing        | + 3' 30"   |
| 7      | Simon Geschke (GER)    | Cofidis               | + 3' 39"   |
| 8      | David de la Cruz (ESP) | Astana Qazaqstan Team | + 3' 40"   |
| 9      | Joaquim Silva (POR)    | Efapel Cycling        | + 3' 44"   |
| 10     | Rubén Fernández (ESP)  | Cofidis               | + 3' 53"   |

### Bodovací soutěž
| Pořadí | Jezdec                      | Tým                    | Body |
| ------ | --------------------------- | ---------------------- | ---- |
| 1      | Sebastian Schönberger (AUT) | Human Powered Health   | 131  |
| 2      | Jonas Vingegaard (DEN)      | Team Jumbo–Visma       | 80   |
| 3      | Alejandro Ropero (ESP)      | Electro Hiper Europa   | 60   |
| 4      | Ruben Guerreiro (POR)       | Movistar Team          | 50   |
| 5      | Jesús Herrada (ESP)         | Cofidis                | 36   |
| 6      | Igor Arrieta (ESP)          | Equipo Kern Pharma     | 34   |
| 7      | Lorenzo Fortunato (ITA)     | Eolo–Kometa            | 30   |
| 8      | Xabier Isasa (ESP)          | Euskaltel–Euskadi      | 30   |
| 9      | Josu Etxeberria (ESP)       | Caja Rural–Seguros RGA | 30   |
| 10     | Attila Valter (HUN)         | Team Jumbo–Visma       | 29   |

### Vrchařská soutěž
| Pořadí | Jezdec                      | Tým                         | Body |
| ------ | --------------------------- | --------------------------- | ---- |
| 1      | Jonas Vingegaard (DEN)      | Team Jumbo–Visma            | 15   |
| 2      | Sebastian Schönberger (AUT) | Human Powered Health        | 14   |
| 3      | Francesco Gavazzi (ITA)     | Eolo–Kometa                 | 9    |
| 4      | Ruben Guerreiro (POR)       | Movistar Team               | 9    |
| 5      | Igor Arrieta (ESP)          | Equipo Kern Pharma          | 6    |
| 6      | Attila Valter (HUN)         | Team Jumbo–Visma            | 4    |
| 7      | Delio Fernández (ESP)       | APHotels and Resorts–Tavira | 3    |
| 8      | Jesús Herrada (ESP)         | Cofidis                     | 2    |
| 9      | Alex Molenaar (NED)         | Electro Hiper Europa        | 2    |
| 10     | Mattia Bais (ITA)           | Eolo–Kometa                 | 2    |

### Soutěž mladých jezdců
| Pořadí | Jezdec                    | Tým                | Čas        |
| ------ | ------------------------- | ------------------ | ---------- |
| 1      | Lukas Nerurkar (GBR)      | Trinity Racing     | 8h 20' 25" |
| 2      | Pelayo Sánchez (ESP)      | Burgos BH          | + 38"      |
| 3      | Carlos Canal (ESP)        | Euskaltel–Euskadi  | + 49"      |
| 4      | Max Walker (GBR)          | Trinity Racing     | + 1' 01"   |
| 5      | Igor Arrieta (ESP)        | Equipo Kern Pharma | + 1' 13"   |
| 6      | Enekoitz Azparren (ESP)   | Euskaltel–Euskadi  | + 2' 59"   |
| 7      | Francisco Guerreiro (POR) | Efapel Cycling     | + 3' 22"   |
| 8      | Karel Vacek (CZE)         | Team Corratec      | + 3' 29"   |
| 9      | Oliver Rees (GBR)         | Trinity Racing     | + 3' 46"   |
| 10     | Alejandro Franco (ESP)    | Burgos BH          | + 4' 20"   |

### Soutěž týmů
| Pořadí | Tým                    | Čas         |
| ------ | ---------------------- | ----------- |
| 1      | Cofidis                | 25h 00' 35" |
| 2      | Movistar Team          | + 25"       |
| 3      | Team Jumbo–Visma       | + 3' 44"    |
| 4      | Euskaltel–Euskadi      | + 3' 44"    |
| 5      | Trinity Racing         | + 5' 00"    |
| 6      | Equipo Kern Pharma     | + 5' 05"    |
| 7      | Burgos BH              | + 5' 27"    |
| 8      | Efapel Cycling         | + 8' 39"    |
| 9      | Caja Rural–Seguros RGA | + 10' 56"   |
| 10     | Astana Qazaqstan Team  | + 13' 00"   |